# Rhyacophila alberta
Rhyacophila alberta là một loài Trichoptera trong họ Rhyacophilidae. Chúng phân bố ở miền Tân bắc.